# Тэлман, Уильям
Уильям Уитни Тэлман-младший (англ. William Whitney Talman, Jr.; 4 февраля 1915 — 30 августа 1968) — американский актёр кино и телевидения, наиболее известный по роли Гамильтона Бюргера в телесериале «Перри Мейсон».

## Биография
Уильям Тэлман родился в Детройте, в семье Ады Барбер и Уильяма Уитни Тэлмана. Дедушка и бабушка Тэлмана были иммигрантами из Англии. Окончил Дартмутский колледж и Мичиганский университет. После колледжа работал на складе, чугунолитейном заводе, верфи и бумажной фабрике. Во время Второй мировой войны проходил службу на Тихом океане, по окончании получил звание майора.

## Карьера
Карьеру актёра Тэлман начал с выступлений на Бродвее и эпизодических ролей в кино. В 1953 году он сыграл роль убийцы-психопата в нуаре «Попутчик», режиссёра Айды Лупино. С 1957 по 1966 год Уильям Тэлман был задействован  в телесериале «Перри Мейсон», в котором исполнил роль окружного прокурора Гамильтона Бюргера. Первоначально Тэлман был утверждён на роль Перри Мейсона, а Рэймонд Берр на роль Бюргера, но создатель сериала Эрл Стэнли Гарднер потребовал поменять их кандидатуры местами. В 1960 году актёр был обвинён в употреблении марихуаны, в связи с чем был уволен из сериала, однако, позже его восстановили..

## Личная жизнь
Тэлман был женат три раза. Его первый брак с актрисой Линн Картер продлился десять лет, у супругов родилась дочь. В 1953 году актёр женился на актрисе Барбаре Рид, которая родила ему двое детей. В 1959 году пара рассталась. Последней женой Тэлмана стала Маргарет Фланаган, с которой он прожил до своей смерти. Умер Уильям Тэлман 30 августа 1968 года, и был похоронен на кладбище Голливуд-Хиллз.

## Избранная фильмография
| Год  |   | Русское название                 | Оригинальное название  | Роль                  |
| ---- | - | -------------------------------- | ---------------------- | --------------------- |
| 1949 | ф | Женщина на пирсе 13              | The Woman on Pier 13   | Бэйли                 |
| 1950 | ф | Билли Кид. Парень вне закона     | The Kid from Texas     | Минниджер             |
| 1950 | ф | Ограбление инкассаторской машины | Armored Car Robbery    | Дейв Пёрвис           |
| 1951 | ф | Рэкет                            | The Racket             | офицер Боб Джонсон    |
| 1952 | ф | Минута до нуля                   | One Minute to Zero     | полковник Джон Паркер |
| 1953 | ф | Попутчик                         | The Hitch-Hiker        | Эмметт Майерс         |
| 1953 | ф | Город, который никогда не спит   | City That Never Sleeps | Хейс Стюарт           |
| 1955 | ф | Побег                            | Crashout               | Лютер Ремсен          |